# Sonda molecular
Una sonda (en inglés, probe) es un fragmento de ADN (o raramente ARN) de pequeño tamaño (normalmente entre 100 y 1000 bases) usado en biología molecular como herramienta para detectar la presencia de secuencias complementarias al ADN o ARN diana u objetivo.[cita requerida]
La sonda suele unirse a la secuencia diana monocatenaria (ADN1c o ARN) mediante un mecanismo de hibridación que forma una estructura bicatenaria, una de las hebras pertenece a la sonda, y la otra a la secuencia diana. Esta unión se establece porque tanto la sonda como la diana tienen secuencias parcial o totalmente complementarias en sus pares de bases.[cita requerida]

## Marcaje
Para visualizar las moléculas diana se utiliza una sonda marcada, radiactivamente o mediante marcaje inmunológico. Para el uso de ADN de doble cadena primeramente es necesario desnaturalizarlo mediante calor o en condiciones de alta alcalinidad. Esta sonda de cadena simple marcada se une a la diana y los lugares de unión se detectan mediante fotografía. En los métodos más avanzados se utilizan marcajes mediante fluorescencia que emiten señales detectadas mediante láser, como el utilizado en la PCR a tiempo real.[cita requerida]
La sonda de ADN es una técnica que permite cortar, repegar, multiplicar y seleccionar fragmentos de ADN.[cita requerida]

### Radiactividad
Se puede marcar radiactivamente la sonda utilizado nucleótidos que tengan en alguno de sus átomos un isótopo radiactivo, normalmente 32P aunque también es frecuente el uso de tritio.[cita requerida]

### Inmunológico
Aunque el marcaje radiactivo es muy sensible, conlleva el peligro asociado a la utilización de radiactividad. Para evitar este peligro se desarrollaron otros métodos de marcaje basados en anticuerpos. Las sondas se marcan utilizando nucleótidos que llevan unida una molécula (digoxigenina), a la solución se le añaden anticuerpos específicos que se unen a esa molécula; y estos anticuerpos llevan asociado un compuesto luminiscente o fluorescente (Como el CDP-Star) que deja impronta fotográfica.[cita requerida]

### Southern y Northern blot
Independientemente de la naturaleza de la sonda utilizada (ADN o ARN), las hibridaciones efectuadas sobre ácidos nucleicos inmovilizados en membranas o in situ, serán de tipo Southern cuando se use ADN como diana a detectar y de tipo Northern cuando la diana a detectar sea mayoritariamente de ARN.[cita requerida]
La sonda molecular se utiliza para la búsqueda de genes específicos, de tal forma que construye una molécula que hace las veces de detector de genes.
- Datos: Q6132153